# Association for Women in Mathematics
A Association for Women in Mathematics (AWM) é uma organização sem fins lucrativos dos Estados Unidos, que promove a participação das mulheres na matemática.
Seus membros são também do sexo masculino (em 1999, de 4500 membros, cerca de sete por cento eram homens). Em 2018 tinha 5200 membros, dos quais 250 eram institucionais. É sediada em Fairfax (Virgínia).
Organiza juntamente com a American Mathematical Society a Noether Lecture e com a Mathematical Association of America a AWM/MAA Falconer Lecturer.

## Presidentes
- Mary W. Gray, 1971–1973
- Alice Turner Schafer, 1973–1975
- Lenore Blum, 1975–1979
- Judith Roitman, 1979–1981
- Bhama Srinivasan, 1981–1983
- Linda Preiss Rothschild, 1983–1985
- Linda Keen, 1985–1987
- Rhonda J. Hughes, 1987–1989
- Jill P. Mesirov, 1989–1991
- Carol Wood, 1991–1993
- Cora Sadosky, 1993–1995
- Chuu-Lian Terng, 1995–1997
- Sylvia M. Wiegand, 1997–1999
- Jean E. Taylor, 1999–2001
- Suzanne Lenhart, 2001–2003
- Carolyn Gordon, 2003–2005
- Barbara Keyfitz, 2005–2007
- Cathy Kessel, 2007–2009
- Georgia Benkart, 2009–2011
- Jill Pipher, 2011–2013
- Ruth Charney, 2013–2015
- Kristin Lauter, 2015–2017
- Ami Radunskaya, 2017–2019
- Ruth Haas, 2019–2021
- Kathryn Leonard, 2021–2023